# 全球宏观
全球宏观（Global macro）是一种投资策略，也指代使用该策略进行投资的对冲基金。这是一种在世界范围内进行投资，并以全球经济、历史以及国际关系为中心的投资策略。这种策略建立在对利率走势、资金流向、政治环境、政府政策、政府间关系以及其他宏观经济因素的分析及预测之上。
乔治·索罗斯在1992年欧洲汇率机制崩溃时，便使用了全球宏观策略狙击英镑，使其获利超过10亿美元。
对冲基金Fortress Investment Group的主席Mike Novogratz在电视采访中将全球宏观策略形容为宏观经济事件的监视器，其关注着全球范围内的经济失衡，商业发展周期，欧元的兴衰，新兴市场成长模式的转变等方方面面的宏观经济事件。他表示在全球宏观基金经理与传统股权基金经理之间存在着内在的差别。大多数运用多空头策略的股权基金经理根据他们对现状的判断以及投资收益所要求的持仓比例进行投资分配以跟上宏观经济的发展趋势。
相反，全球宏观基金的交易员和基金经理则更关注于交易的风险。对他们而言，影响决策的主要因素是风险。要在如此投机的市场中进行投资，他们必须将众多风险因素都纳入考虑。全球宏观的交易员不是基本面主义者，他们依赖于风险管理并保持流动性以避免流动性风险。在2007到2008年的信用泡沫中，市场在很长一段时间内保持低波动性、低流动性，因此很多宏观基金经理都意识到他们存在的流动性问题。